# Haplinis anomala
Haplinis anomala là một loài nhện trong họ Linyphiidae.
Loài này thuộc chi Haplinis. Haplinis anomala được A. David Blest & Cor J. Vink miêu tả năm 2003.